# Þáttr
Les þættir (du vieux norrois singulier þáttr ; prononciation : /ˈθauhtr/ qui signifie littéralement "fil" en Français) sont des histoires écrites le plus souvent en Islande aux XIIIe et XIVe siècles. Ces histoires se réfèrent souvent à une "anecdote" ou un "récit bref" qui s'intègre ou se rattache à une plus grande saga, comme un "fil" narratif.
La majorité des þættir se trouvent dans deux manuscrits, Morkinskinna et Flateyjarbók, et dans les sagas royales à travers des digressions.

## Dits des Islandais (Íslendinga þættir)
Les « dits des Islandais » ou Íslendinga þættir, écrits par des Islandais comprennent les récits suivants :
- Albani þáttr ok Sunnifu
- Arnórs þáttr jarlaskálds
- Auðunar þáttr vestfirzka
- Bergbúa þáttr
- Bolla þáttr Bollasonar
- Brandkrossa þáttr
- Brands þáttr örva
- Draumr Þorsteins Síðu-Hallssonar
- Egils þáttr Síðu-Hallssonar
- Einars þáttr Skúlasonar
- Eiríks þáttr rauða
- Geirmundar þáttr
- Gísls þáttr Illugasonar
- Grœnlendinga þáttr
- Gull-Ásu-Þórðar þáttr
- Gunnars þáttr Þiðrandabana’’
- Halldórs þáttr Snorrasonar inn fyrri
- Halldórs þáttr Snorrasonar inn síðari
- Hallfreðar þáttr vandræðaskálds
- Hauks þáttr hábrókar
- Hrafns þáttr Guðrúnarsonar
- Hreiðars þáttr
- Hrómundar þáttr halta
- Íslendings þáttr sögufróða
- Ívars þáttr Ingimundarsonar
- Jökuls þáttr Búasonar
- Kjartans þáttr Ólafssonar
- Kristni þáttr
- Kumlbúa þáttr
- Mána þáttr skálds
- Odds þáttr Ófeigssonar
- Orms þáttr Stórólfssonar
- Óttars þáttr svarta’’
- Rauðs þáttr hins ramma
- Rauðúlfs þáttr
- Rögnvalds þáttr ok Rauðs
- Sneglu-Halla þáttr
- Steins þáttr Skaptasonar
- Stefnis þáttr Þorgilssonar
- Stjörnu-Odda draumr
- Stúfs þáttr inn meiri
- Stúfs þáttr inn skemmri
- Svaða þáttr ok Arnórs kerlingarnefs
- Sveins þáttr ok Finns
- Þiðranda þáttr ok Þórhalls
- Þorgríms þáttr Hallasonar
- Þorleifs þáttr jarlaskálds
- Þormóðar þáttr’’
- Þorsteins þáttr Austfirðings
- Þorsteins þáttr forvitna
- Þorsteins þáttr Síðu-Hallssonar
- Þorsteins þáttr skelks
- Þorsteins þáttr stangarhöggs
- Þorsteins þáttr sögufróða
- Þorsteins þáttr tjaldstœðings
- Þorsteins þáttr uxafóts’’
- Þorvalds þáttr tasalda
- Þorvalds þáttr víðförla
- Þorvarðar þáttr krákunefs
- Þórarins þáttr Nefjólfssonar
- Þórarins þáttr ofsa
- Þórarins þáttr stuttfeldar
- Þórhalls þáttr knapps
- Ævi Snorra goða
- Ögmundar þáttr dytts

## Þættir légendaires
- Ásbjarnar þáttr Selsbana
- Helga þáttr ok Úlfs
- Helga þáttr Þórissonar
- Norna-Gests þáttr
- Ragnarssona þáttr
- Sörla þáttr
- Tóka þáttr Tókasonar
- Völsa þáttr
- Þorsteins þáttr bæjarmagns

## Autres þættir
- Brenna Adams byskups
- Eindriða þáttr ok Erlings
- Eymundar þáttr hrings
- Eymundar þáttr af Skörum
- Hálfdanar þáttr svarta
- Haralds þáttr grenska
- Haralds þáttr hárfagra
- Hemings þáttr Áslákssonar
- Hróa þáttr heimska
- Isleifs þáttr byskups
- Knúts þáttr hins ríka
- Orkneyinga þáttr
- Otto þáttr keisara
- Ólafs þáttr Geirstaðaálfs
- Styrbjarnar þáttr Svíakappa

## Sources
- O'Donoghue, Heather (2004). Old Norse-Icelandic Literature: A Short Introduction. Blackwell Publishing.  (ISBN 978-0-631-23626-9)
- Sverrir Tómasson (2006). "Old Icelandic Prose," tr. Gunnþórunn Guðmundsdóttir, in Daisy Neijmann, ed. A History of Icelandic Literature. Lincoln: University of Nebraska.  (ISBN 978-0-8032-3346-1)

- (en) Cet article est partiellement ou en totalité issu de l’article de Wikipédia en anglais intitulé « Þáttr » (voir la liste des auteurs).